# Grazielia
Grazielia, rod glavočika iz podtribusa Disynaphiinae, dio tribusa Eupatorieae.

## Opis
Grazielia je južnoamerički rod od 9 vrsta (danas 12) koje su uglavnom ograničene na Brazil, ali uključuju jednu, G. serrata, koja raste u Argentini. Morfološki se razlikuje po svojim listovima s izrazito peteljkama, omotačem od listolikih brakteja koji uključuje vanjski niz linearnih i često crvenkasto obojenih involukralnih brakteja i glavicama s 5 cvjetova.

## Vrste
1. Grazielia bishopii R.M.King & H.Rob.
2. Grazielia brevipetiolata (Sch.Bip. ex Baker) R.M.King & H.Rob.
3. Grazielia coriacea (R.M.King & H.Rob.) R.M.King & H.Rob.
4. Grazielia dimorpholepis (Baker) R.M.King & H.Rob.
5. Grazielia gaudichaudiana (DC.) R.M.King & H.Rob.
6. Grazielia intermedia (DC.) R.M.King & H.Rob.
7. Grazielia mollicoma (B.L.Rob.) R.M.King & H.Rob.
8. Grazielia mollissima (Baker) R.M.King & H.Rob.
9. Grazielia multifida (DC.) R.M.King & H.Rob.
10. Grazielia nummularia (Hook. & Arn.) R.M.King & H.Rob.
11. Grazielia schultzii R.M.King & H.Rob.
12. Grazielia serrata (Spreng.) R.M.King & H.Rob.